# Javanagondanahalli, Hiriyur
Javanagondanahalli là một làng thuộc tehsil Hiriyur, huyện Chitradurga, bang Karnataka, Ấn Độ.